# Cnesterodon septentrionalis
Cnesterodon septentrionalis är en fiskart som beskrevs av Ricardo de Souza Rosa och Wilson José Eduardo Moreira da Costa, 1993. Cnesterodon septentrionalis ingår i släktet Cnesterodon och familjen Poeciliidae. Inga underarter finns listade i Catalogue of Life.